# Garryales
Garryales — це невеликий порядок дводольних, що включає лише дві родини та три роди.

## Опис
Це деревні рослини, які або безволосі, або мають дуже тонкі волоски. Члени родини Garryaceae є вічнозеленими, тоді як представники Eucommiaceae є листопадними і утворюють латекс. Усі вони дводомні.

## Склад
- родина Garryaceae
  - Garrya — 17 видів, Північна й Центральна Америка
  - Aucuba — 10 видів, Азія
- родина Eucommiaceae
  - Eucommia — 1 вид, Китай

## Використання
Рослини в межах Garryales можна культивувати в декоративних цілях.